# 呂特斯維爾-格希利維爾

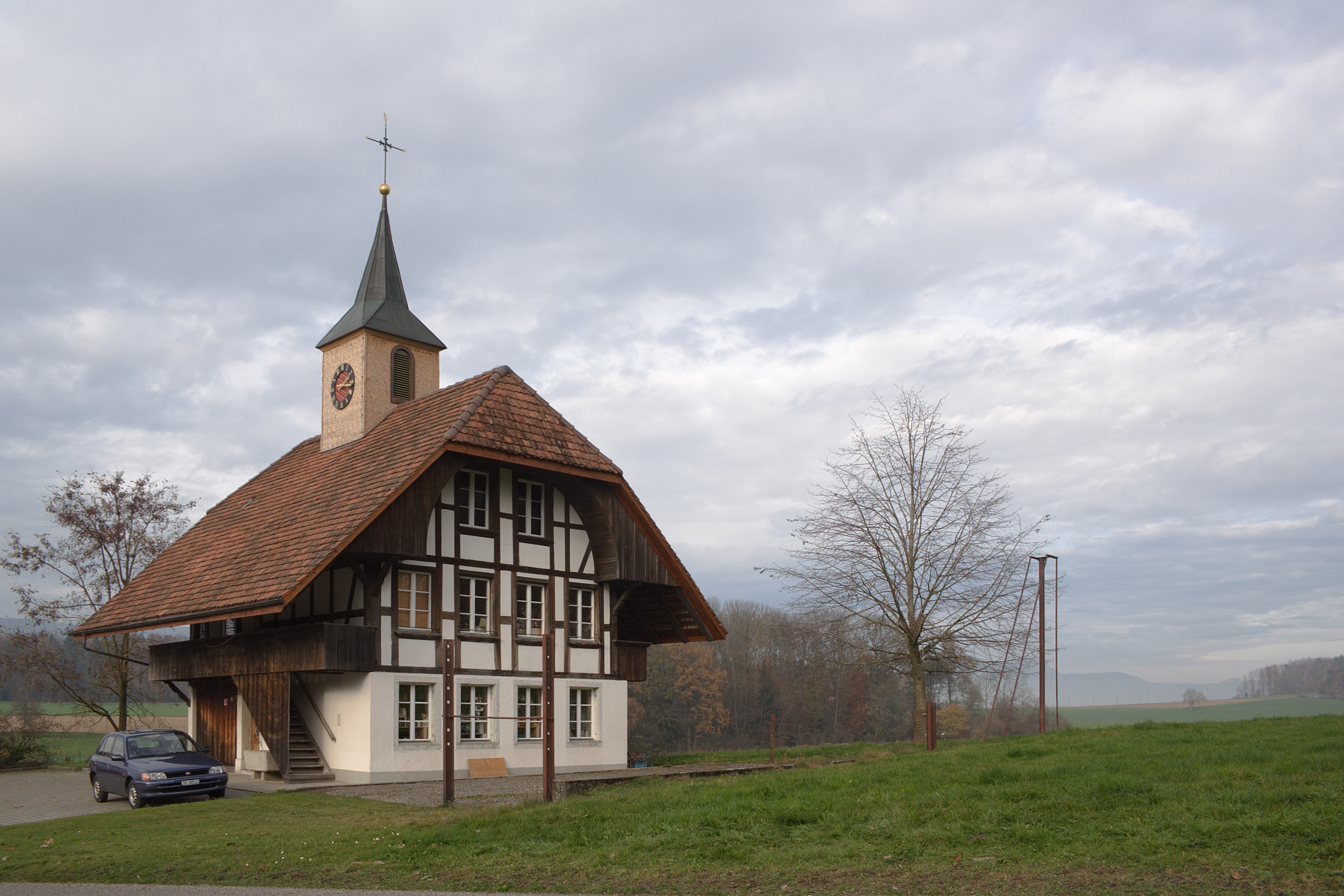

呂特斯維爾-格希利維爾是瑞士的城鎮，位於該國北部，由索洛圖恩州負責管轄，面積3.05平方公里，海拔高度582米，2012年人口328，八成人口信奉基督教，人口密度每平方公里108人。